# Opočnice
Opočnice je obec v okrese Nymburk ve Středočeském kraji. Leží asi dvanáct kilometrů východně od města Poděbrady. Žije v ní 464 obyvatel.

## Historie
V roce 1858 bylo v okolí obce nalezeno několik byzantských křížků, podle kterých se usuzuje o osídlení Opočnice už v 8. nebo 9. století. První písemná zmínka o Woppocznici pochází z roku 1233, kdy vladyka Sezima z Kostomlat daroval ves vilémovskému klášteru. Opat vilémovského kláštera Heřman však držel ves s tvrzí Bolice již od roku 1219 za panování Přemysla Otakara I. Roku 1288 zůstaly tyto končiny pusté. Opočnice však nezanikla úplně, protože roku 1367 patřila do majetku kláštera v Sadské. Za vlády Karla IV. byly na jižních svazích mezi Opočnicí a Vrbicí založeny vinice. Počátkem 16. století se ves stala majetkem českobrodského špitálu. V roce 1547 byla ves konfiskována císařem Ferdinandem I. a připojena spolu s dalšími k poděbradskému komornímu panství. Během třicetileté války byla ves několikrát zpustošena. Roku 1624 ji zcela vyplenila vojska saského kurfiřta, následovaly oddíly švédského generála Banera a roku 1633 ves zkazili císařští rejtaři. Škola byla postavena roku 1890. Novorenesanční kostel svatého Cyrila a Metoděje postaven v roce 1900.
Ve vsi Opočnice (791 obyvatel, poštovní úřad, telegrafní úřad, telefonní úřad, katol. kostel) byly v roce 1932 evidovány tyto živnosti a obchody: cihelna, 2 holiči, 4 hostince, 3 koláři, 2 kováři, 2 krejčí, 5 obuvníků, pekař, porodní asistentka, 4 rolníci, 3 řezníci, sedlář, 4 obchody se smíšeným zbožím, spořitelní a záložní spolek pro Opočnici, spořitelní a záložní spolek Svépomoc pro Opočnici, šrotovník, 2 tesařští mistři, 3 trafiky, truhlář, zahradník, zámečník.

## Obyvatelstvo
| Rok            | 1869 | 1880 | 1890 | 1900 | 1910 | 1921 | 1930 | 1950 | 1961 | 1970 | 1980 | 1991 | 2001 | 2011 | 2021 |
| -------------- | ---- | ---- | ---- | ---- | ---- | ---- | ---- | ---- | ---- | ---- | ---- | ---- | ---- | ---- | ---- |
| Počet obyvatel | 825  | 955  | 960  | 914  | 951  | 894  | 791  | 662  | 654  | 576  | 513  | 450  | 393  | 443  | 437  |
| Počet domů     | 129  | 153  | 157  | 165  | 193  | 199  | 219  | 215  | 196  | 181  | 167  | 176  | 179  | 185  | 189  |

## Obecní správa
Od 1. ledna 1980 do 31. prosince 1991 k obci patřily Podmoky a Vrbice.

### Územněsprávní začlenění
Dějiny územněsprávního začleňování zahrnují období od roku 1850 do současnosti. V chronologickém přehledu je uvedena územně administrativní příslušnost obce v roce, kdy ke změně došlo:
- 1850 země česká, kraj Jičín, politický okres Poděbrady, soudní okres Městec Králové[9]
- 1855 země česká, kraj Jičín, soudní okres Městec Králové
- 1868 země česká, politický okres Poděbrady, soudní okres Městec Králové
- 1939 země česká, Oberlandrat Kolín, politický okres Poděbrady, soudní okres Městec Králové[10]
- 1942 země česká, Oberlandrat Hradec Králové, politický okres Nymburk, soudní okres Městec Králové[11]
- 1945 země česká, správní okres Poděbrady, soudní okres Městec Králové[12]
- 1949 Pražský kraj, okres Poděbrady[13]
- 1960 Středočeský kraj, okres Nymburk
- 2003 Středočeský kraj, okres Nymburk, obec s rozšířenou působností Poděbrady

### Obecní symboly
Znak a vlajka byly obci uděleny rozhodnutím předsedy Poslanecké sněmovny Parlamentu České republiky dne 21. června 2018.

## Doprava
Dopravní síť
- Pozemní komunikace – Do obce vedou silnice III. třídy. Územím obce vede silnice II/611 Praha - Sadská - Poděbrady - Chlumec nad Cidlinou - Hradec Králové.
- Železnice – Železniční trať ani stanice na území obce nejsou.

Veřejná doprava 2011
- Autobusová doprava – V obci měly zastávky autobusové linky Městec Králové-Kolín (v pracovní dny 5 spojů), Městec Králové-Opočnice-Poděbrady (v pracovní dny 6 spojů) a Městec Králové-Poděbrady (v pracovní dny 15 spojů, o víkendu 5 spojů) (dopravce Okresní autobusová doprava Kolín).

## Rodáci
- Bohuslav Vrbenský (1882–1944), anarchista a politik
- Vlastimil Fiala (1893–1947), vojenský pilot, československý legionář, otec herečky Květy Fialové
- Bohuslav Kukáň (1916–1986), architekt, kterého si vybral za svého dvorního stavitele etiopský císař Haile Selassie I.